# Иванов, Валерий Евгеньевич

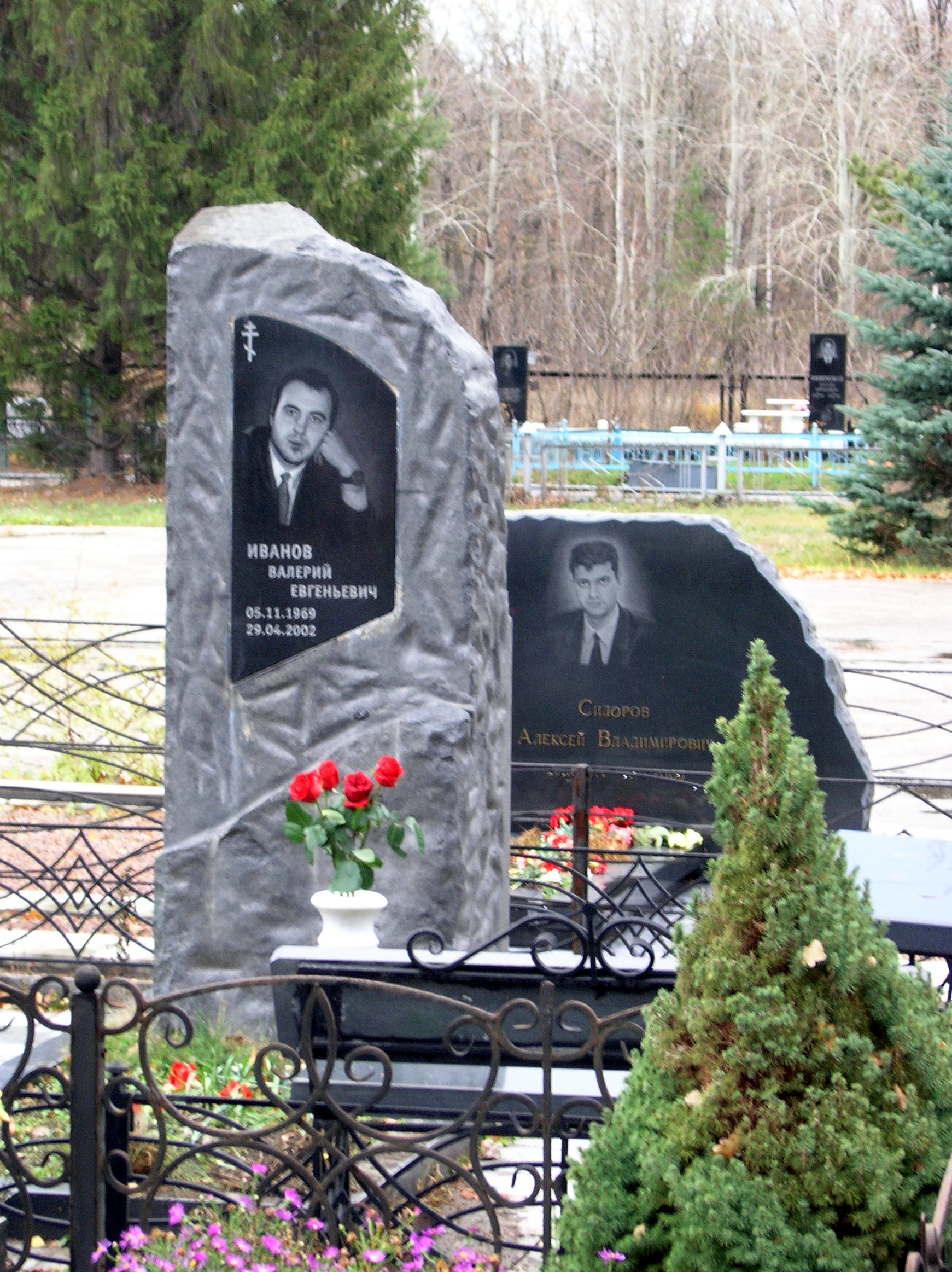
Могилы Валерия Иванова и Алексея Сидорова на Баныкинском кладбище

Валерий Евгеньевич Иванов (5 ноября 1969, Тольятти — 29 апреля 2002, там же) — российский журналист, известный тольяттинский политический и общественный деятель, жертва громкого заказного убийства. Основатель и первый главный редактор Тольяттинского обозрения, депутат 3-го созыва Думы Тольятти. Почётный гражданин Тольятти (посмертно, 2007).

## Биография
Валерий Иванов родился 5 ноября 1969 года. Окончив школу, работал слесарем-ремонтником на Волжском автомобильном заводе. С 1987 года учился на отделении романо-германской филологии Самарского государственного университета, затем перешёл на отделение русской филологии в Самарском государственном педагогическом институте. С 1992 года работал в газете «Все и все», публиковался под псевдонимом Гамлет Оганесьянц. Также публиковался в газетах «Миллион», «Презент», «Комсомольская правда» и «Самарское обозрение».
В 1996 году создал газету «Тольяттинское обозрение» и стал её главным редактором. Газета систематически публиковала острые разоблачительные материалы, в частности, о криминалитете, связанном с АвтоВАЗом. За период его деятельности на посту главного редактора на него и «Тольяттинское обозрение» неоднократно пытались возбудить уголовные дела. Неоднократно получал угрозы в свой адрес. В 1999 году основал движение в защиту прав тольяттинских налогоплательщиков «Четвёртая власть». В 2000 году Иванов был избран депутатом городской думы Тольятти 3-го созыва и возглавил в ней комиссию по местному самоуправлению. Был одним из комментаторов 3 эпизодов «Жигулёвская битва» телепередачи «Криминальная Россия» за месяц до своей смерти.

## Убийство
Вечером 29 апреля 2002 года Иванов был убит в собственном автомобиле «Нива» у подъезда его дома на бульваре Гая. Приблизительно в 23 часа он заехал домой, занёс в квартиру покупки и вышел на улицу, намереваясь поехать на деловую встречу. Когда Иванов садился в машину, к нему подбежал киллер и, невзирая на наличие большого количества свидетелей, сделал шесть выстрелов из пистолета. От полученных ранений Иванов скончался на месте.
Похоронен на Баныкинском кладбище Тольятти. Через полтора года сразу за его могилой был похоронен новый главный редактор «Тольяттинского обозрения» Алексей Сидоров, также ставший жертвой убийцы.
После похорон Иванова вице-мэр Тольятти Николай Ренц и несколько городских предпринимателей предложили за информацию о преступниках крупную сумму денег. Правоохранительные органы неоднократно заверяли общественность в том, что по делу ведётся работа, однако раскрыто убийство так и не было. Дело неоднократно приостанавливалось и вновь возобновлялось. Версий о причинах убийства Иванова ввиду его разносторонней деятельности выстроено большое количество, однако ни одна из них так и не нашла подтверждения.
28 мая 2007 года Решением Думы городского округа Тольятти № 686 Валерию Иванову было посмертно присвоено звание Почётного гражданина Тольятти.